# Tournoi d'Argentine de rugby à sept
Le Tournoi d'Argentine de rugby à sept (Mar del Plata sevens) est un tournoi de rugby à sept disputé à Mar del Plata depuis 1995 et qui a compté comme une étape des séries mondiales masculines de rugby à sept lors des saisons 1999-2000 et 2001-2002.

## Historique
Le tournoi est inscrit comme étape des séries mondiales masculines de rugby à sept lors des saisons 1999-2000 et 2001-2002.
Au cours de cette période, le tournoi international a parfois été organisé en même temps que d'autres compétitions auxquelles participaient des équipes nationales. Ce fut le cas en 2010, lorsque le calendrier incluait le Sudamérica Rugby Sevens, et les équipes de ce tournoi ont été rejointes par d'autres équipes sélectionnées, notamment des États-Unis et d'Afrique du Sud, pour disputer le titre international à sept de Mar del Plata. En 2015, Mar del Plata a accueilli une épreuve de qualification pour les Jeux panaméricains en même temps que le tournoi international de rugby à sept.

## Palmarès
Étapes des séries mondiales masculines de rugby à sept
| Année     | Stade         | Cup       | Cup     | Cup              | Plate     | Bowl      | Shield    |
| Année     | Stade         | Vainqueur | Score   | Finaliste        | Vainqueur | Vainqueur | Vainqueur |
| --------- | ------------- | --------- | ------- | ---------------- | --------- | --------- | --------- |
| 1999-2000 | Mar del Plata | Fidji     | 26 – 14 | Nouvelle-Zélande | Argentine | Espagne   | -         |
| 2001-2002 | Mar del Plata | Fidji     | 24 – 7  | Afrique du Sud   | Australie | France    | Paraguay  |